# Itzelberger Waldarbeiterwagen

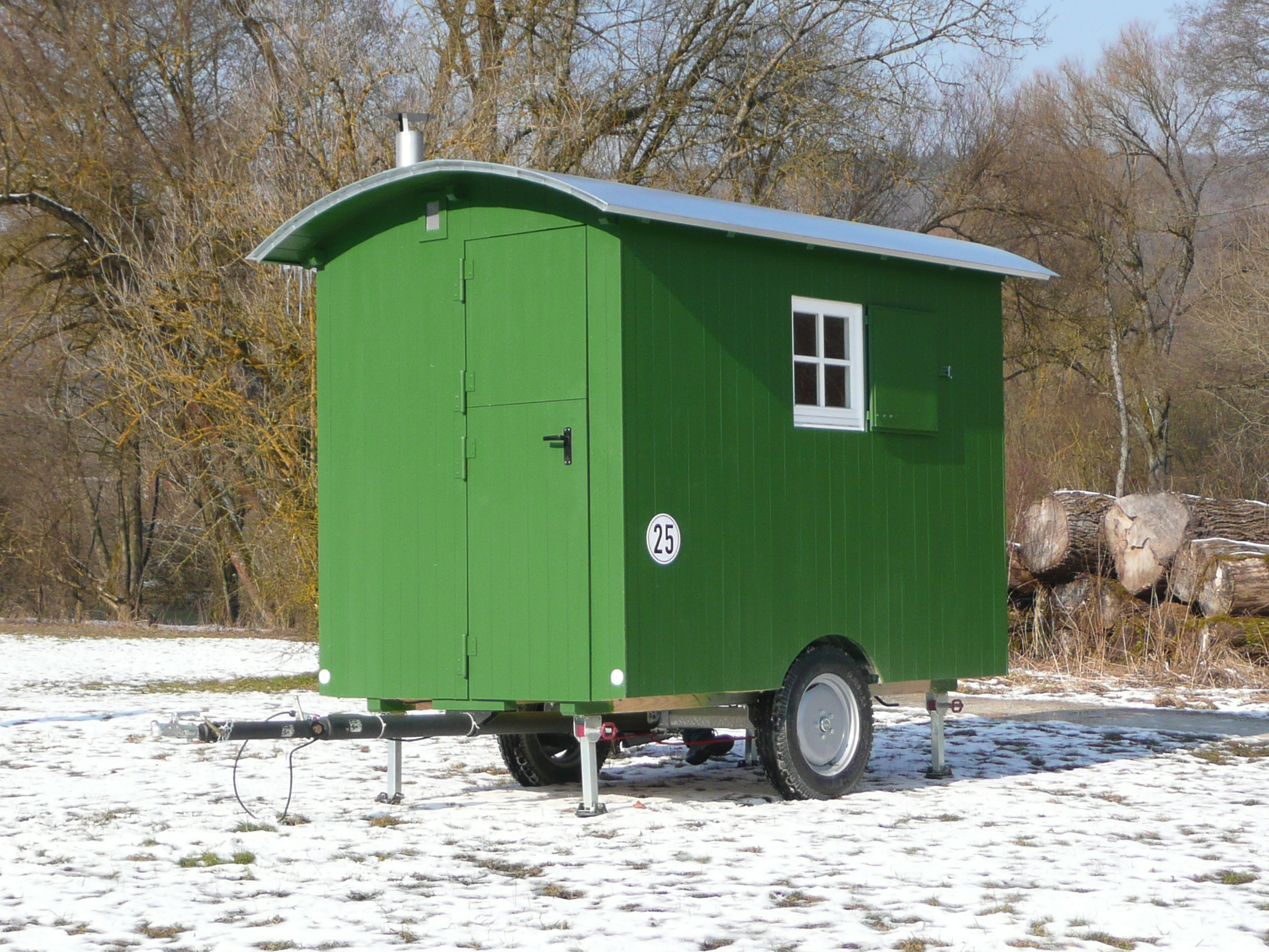
Itzelberger Waldarbeiterwagen

Der Itzelberger Waldarbeiterwagen ist eine Sonderform des Bauwagens, die speziell für die Bedürfnisse der Forstwirtschaft entwickelt wurde.
Anfang der 1950er-Jahre suchten Waldarbeiter des baden-württembergischen Ortes Itzelberg (Königsbronn) nach einer wettergeschützten Unterkunft bei Forsteinsätzen sowie zur trockenen Unterbringung ihrer Wechselkleidung. Sie beauftragten den ansässigen Zimmermeister Gottlieb Härlen, eine Art fahrbare Hütte zu konstruieren, die mit einem Fahrzeug zum Einsatzort transportiert werden konnte.
Dieser „Itzelberger Waldarbeiterwagen“ war zunächst regional, dann nach und nach im gesamten Bundesgebiet bei Forstarbeiten in Gebrauch. Bis heute wird er unter dem Namen „Wetterschutzwagen“ fast unverändert gebaut und neben der Forstwirtschaft auch von Sammlern und Liebhabern genutzt.
Der ursprüngliche Itzelberger Waldarbeiterwagen wurde in zwei Varianten hergestellt: Eine größere war 2,75 Meter lang und für acht Personen ausgelegt, die kleinere mit 2,50 Metern Länge für sechs Personen.
Der Fahrgestellrahmen des Waldarbeiterwagens besteht aus Eschenholz. Der Aufbau samt Runddach ist aus Fichtenholz gefertigt und mit Holzzapfen verbunden.
Im Innenraum ist der Itzelberger Waldarbeiterwagen mit Hockern und einer Bank ausgestattet, die zu einer Liege verlängert werden kann. Zusätzlich ist ein Waschbecken integriert. Mittels eines Holzofens ist der Wagen beheizbar.